# Петеріс Номалс
Петеріс Номалс (латис. Pēteris Nomals; *23 лютого, 1876, Прекшані, Єкабпілський район, Латвія — †1949, Рига) — латвійський ботанік-болотознавець, академік Академії наук Латвії (1946-1949).

## Біографія
Народився 23 лютого 1876 на хуторі Прекшані (нині — Єкабпілський район Латвії). У 1910 закінчив Ризький політехнічний інститут. У 1912 розпочав політичну діяльність, до 1918 працював в Прибалтійському управлінні землеробства і державного майна в Ризі. Номалс — вчений з великої літери, який заснував Латвійський університет на базі Ризького політехнічного інституту. Подальша його наукова діяльність буде тісно пов'язана з Латвійським університетом.
1919-1930 — обіймав посаду завідувача кафедрою болотознавства.
1930-1945 — професор.
1940 і 1944 — проректор.
1946-1949 -директора інституту болотознавства при Латвійському університеті.
Помер в 1949 в Ризі.

## Наукові роботи
Основні наукові роботи присвячені болотознавству, торфознавству, гідрології та експлуатації боліт.
Брав участь в розробці проектів експлуатації торфовищ і видобутку торфу.